# Roshan Pura
Roshan Pura, ook wel bekend als Dichaon Khurd, is een census town in het district Zuidwest-Delhi van het Indiase unieterritorium Delhi.

## Demografie
Volgens de Indiase volkstelling van 2001 wonen er 38.580 mensen in Roshan Pura, waarvan 54% mannelijk en 46% vrouwelijk is. De plaats heeft een alfabetiseringsgraad van 71%.